# Ululodes costanus
Ululodes costanus är en insektsart som beskrevs av Navás 1914. Ululodes costanus ingår i släktet Ululodes och familjen fjärilsländor. Inga underarter finns listade i Catalogue of Life.